# Chucarosaurus
Chucarosaurus – rodzaj wymarłego dużego dinozaura z grupy zauropodów. Skamieniałe szczątki nieznanego wcześniej gatunku dinozaura odkryto w warstwach kredy górnej formacji Huincul w basenie Neuquén w prowincji Rio Negro w Patagonii. Odkryte elementy kości udowej miały długość około 1,9 m. W lutym 2023 paleontolodzy opisali znalezione szczątki na łamach Cretaceous Research jako Chucarosaurus diripienda. Naukowcy ulokowali rodzaj Chucarosaurus w obrębie kladu Colossosauria, jako takson siostrzany Notocolossus i Lognkosauria. Zwierzęta te żyły na terenie współczesnej Argentyny w epoce późnej kredy, między 95 a 93 milionami lat temu (cenoman–turon, w epoce kredy późnej).